# Vendoglossa
Vendoglossa é um gênero da Namíbia, do período Ediacarano. É também conhecido como "organismo da língua do gato".
O gênero foi interpretado como um metazoário do grupo do tronco comprimido dorso-ventralmente, com uma grande cavidade intestinal e um ectoderma com sulcos transversais. Tem a forma de um toro achatado, com o eixo longo passando pelo centro aproximado da cavidade intestinal presumida. V. tuberculata é semelhante a outros fósseis de Pteridinium na forma como foi preservado. Ele difere significativamente por ser cruzado por fileiras de pequenas papilas, como ocorre com a língua de um gato, em vez de ter o padrão acolchoado comum como outros gêneros da Biota Ediacarana.